# Stilpnochlaena xeno
Stilpnochlaena xeno är en insektsart som beskrevs av Ronald Gordon Fennah 1967. Stilpnochlaena xeno ingår i släktet Stilpnochlaena och familjen Nogodinidae. Inga underarter finns listade i Catalogue of Life.